# تیم ملی فوتبال ساحلی انگلستان
تیم ملی فوتبال ساحلی انگلیس نماینده انگلیس در مسابقات بین‌المللی فوتبال ساحلی است. تیم ملی فوتبال ساحلی انگلیس مقام سوم جام جهانی فوتبال ساحلی در سال ١٩٩۵ کسب کرده‌است.